# Zósimo Cárdenas
Zósimo Cárdenas Muje (Pichanaqui, 26 de mayo de 1973) es un político peruano. Desde el 1 de enero de 2023 es el actual Gobernador regional de Junín, y también fue alcalde del distrito de Pichanaqui en dos periodos, entre 2007 y 2010 y entre 2014 y 2018.

## Biografía
Nació en el distrito de Pichanaqui, provincia de Chanchamayo, departamento de Junín, el 26 de mayo de 1973, hijo de Leoncio Cárdenas Matute y Rosa Muje Allca. Cursó sus estudios primarios en su localidad natal y los secundarios en las ciudades de Tarma y Huancayo. Entre 1996 y 2000 cursó estudios superiores de economía en la Universidad Nacional del Centro del Perú.
Participó en las elecciones municipales de 2006 como candidato del movimiento CONREDES a la alcaldía del distrito de Pichanaqui. Tentó sin éxito la reelección en las elecciones municipales del 2010 y fue reelegido en las elecciones del 2014 por el movimiento Junín Sostenible con su Gente. Para el 2018 participó en las elecciones regionales de ese año como candidato a gobernador regional de Junín por el Movimiento Regional Sierra y Selva Contigo Junín quedando en tercer lugar sin obtener la elección.
Cárdenas es investigado por el delito contra la administración pública en la modalidad de peculado, negociación incompatible y contra la tranquilidad pública en la modalidad de crimen organizado. Asimismo, la Contraloría Regional de Huancayo inició dos auditorías en su contra por un presunto perjuicio económico de 10 millones de soles durante su gestión como alcalde de Pichanaqui. Asimismo, fue denunciado por el presunto delito contra la administración pública en la modalidad de incumplimientos de deberes funcionales en agravio del estado al favorecer a la empresa Aetos SAC al firmar un acuerdo sin respetar las bases de adjudicación de menor cuantía. En enero del 2019 fue nombrado Gerente General del Gobierno Regional de Pasco al inicio de la gestión de Pedro Ubaldo Polinar.
En junio del 2020, luego de que Ubaldo Polinar dejara su cargo por haber sido contagiado de COVID-19, el nuevo titular encargado del gobierno regional dispuso la salida de Cárdenas Muje como gerente general del gobierno regional.
En las elecciones regionales del 2022 fue candidato a Gobernador de la región Junín por el Movimiento Regional Sierra y Selva Contigo Junín resultando elegido con 204,713 votos equivalentes al 34.359%.